# Sprague (Nebraska)
Sprague je selo u američkoj saveznoj državi Nebraska. Prema popisu stanovništva iz 2010. u njemu je živjelo 142 stanovnika.